# Antonio González Fernández
Antonio González Fernández (Oviedo, España,  30 de junio de 1961) es un filósofo y teólogo español. Su filosofía deriva del influjo de Xavier Zubiri y de Ignacio Ellacuría. Licenciado y doctor en Filosofía por la Universidad de Comillas de Madrid, se graduó como doctor en Teología en la Philosophish-Theologische Hochschule Sankt-Georgen de Frankfurt.
Ha propuesto una "praxeología" o filosofía de la praxis con raíces fenomenológicas. En teología ha elaborado una teología fundamental, basada en sus ideas sobre la praxis, y una teología social, en la que desarrolla críticamente la teología de la liberación. Es director de estudios y publicaciones y profesor de la Fundación Xavier Zubiri en Madrid, pastor de la iglesia de los Hermanos en Cristo, y profesor del Centro Teológico Koinonía, de los anabaptistas, Hermanos en Cristo y menonitas de Madrid.

## Obras
- Antonio González (1987). Introducción a la práctica de la filosofía. San Salvador: UCA Editores. ISBN 84-8405-124-2.
- Antonio González (1993). La novedad teológica de la filosofía de Zubiri. Madrid: Fundación Xavier Zubiri. ISBN 84-604-8425-4.
- Antonio González (1994). Trinidad y liberación. San Salvador: UCA Editores. ISBN 84-8405-201-X.
- Antonio González (1997). Estructuras de la praxis. Ensayo de una filosofía primera. Madrid: Editorial Trotta. ISBN 84-8164-176-6.
- Antonio González (1999). Teología de la praxis evangélica. Santander: Editorial Sal Terrae. ISBN 84-293-1326-5.
- Antonio González (2003). Reinado de Dios e imperio. Santander: Editorial Sal Terrae. ISBN 84-293-1500-4.
- Antonio González (2005). The Gospel of Faith and Justice. New York: Orbis Books. ISBN 1-57075-611-2.
- Antonio González (2006). Philosophie de la religion et théologie chez Xavier Zubiri. Paris: L'Harmattan. ISBN 2-296-00694-9.
- Antonio González (2008). El evangelio de la paz y el reinado de Dios. Buenos Aires: Ediciones Kairós. ISBN 978-987-1355-13-6.
- Antonio González (2010). La transformación posible. ¿Socialismo en el siglo XXI?. Madrid: Bubok. ISBN 978-84-9916-842-5.
- Antonio González (2014). Surgimiento. Hacia una 'ontología' de la praxis. Bogotá: Ediciones USTA. ISBN 978-958-631-834-1.
- Antonio González (2019). Ahora entiendo el evangelio. Santander: Biblioteca Menno. ISBN 978-107-992-351-3.
- Antonio González (2020). Buscar a tientas. Una reflexión sobre las religiones. Santander: Biblioteca Menno. ISBN 979-8677455353.
- Antonio González (2022). El Mesías de Dios. Ensayo de cristología. Santander: Editorial Sal Terrae. ISBN 978-84-293-3066-3.